# Pál M. Vajda
Pál M. Vajda (původní jméno Weisz Mór, asi od roku 1900 Vajda Manó, od roku 1920 Pál M. Vajda; 15. února 1874, Budapešť – 23. dubna 1945, tamtéž) byl maďarský fotograf a fotoreportér.

## Životopis
Narodil se jako Mór Weisz, syn obchodníka s moukou Adolfa Weisze a Márie Wilhelmové. Jako Izraelita navštěvoval v letech 1881 až 1884 lidovou školu augustiniánského luteránského maďarsko-německého sboru na Deák tér. Později získal středoškolské vzdělání. Počátkem 90. let 19. století si změnil příjmení na Vajda.

## Galerie

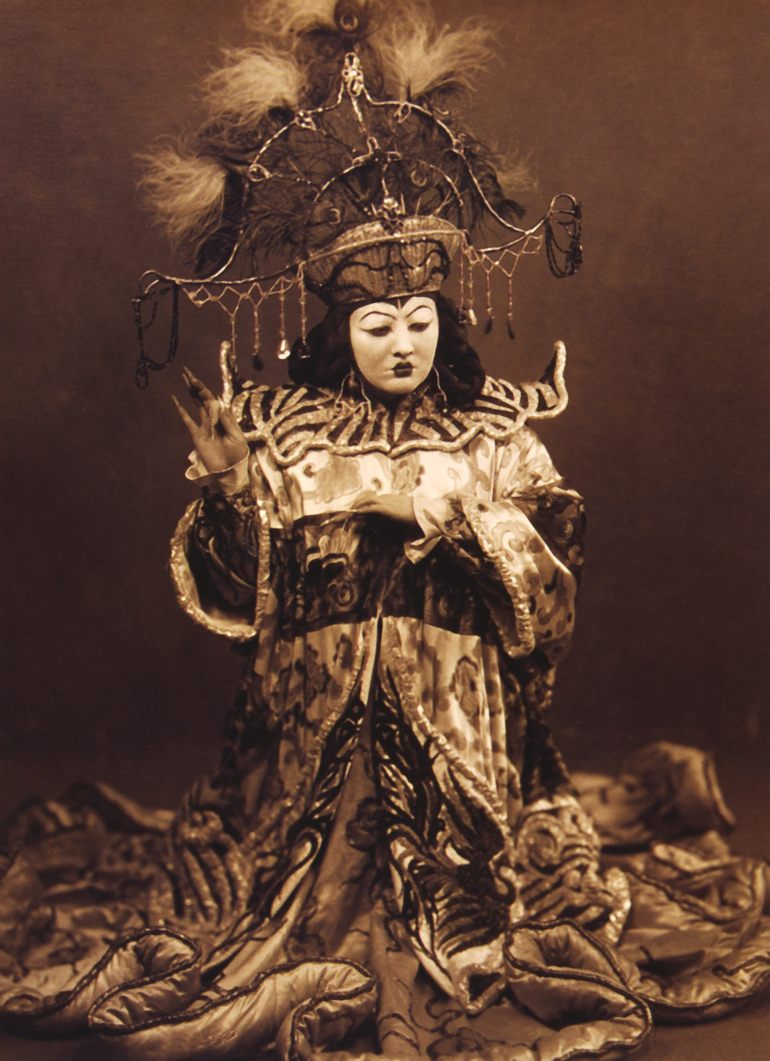
Rózsi Walter, Turandot, 1927
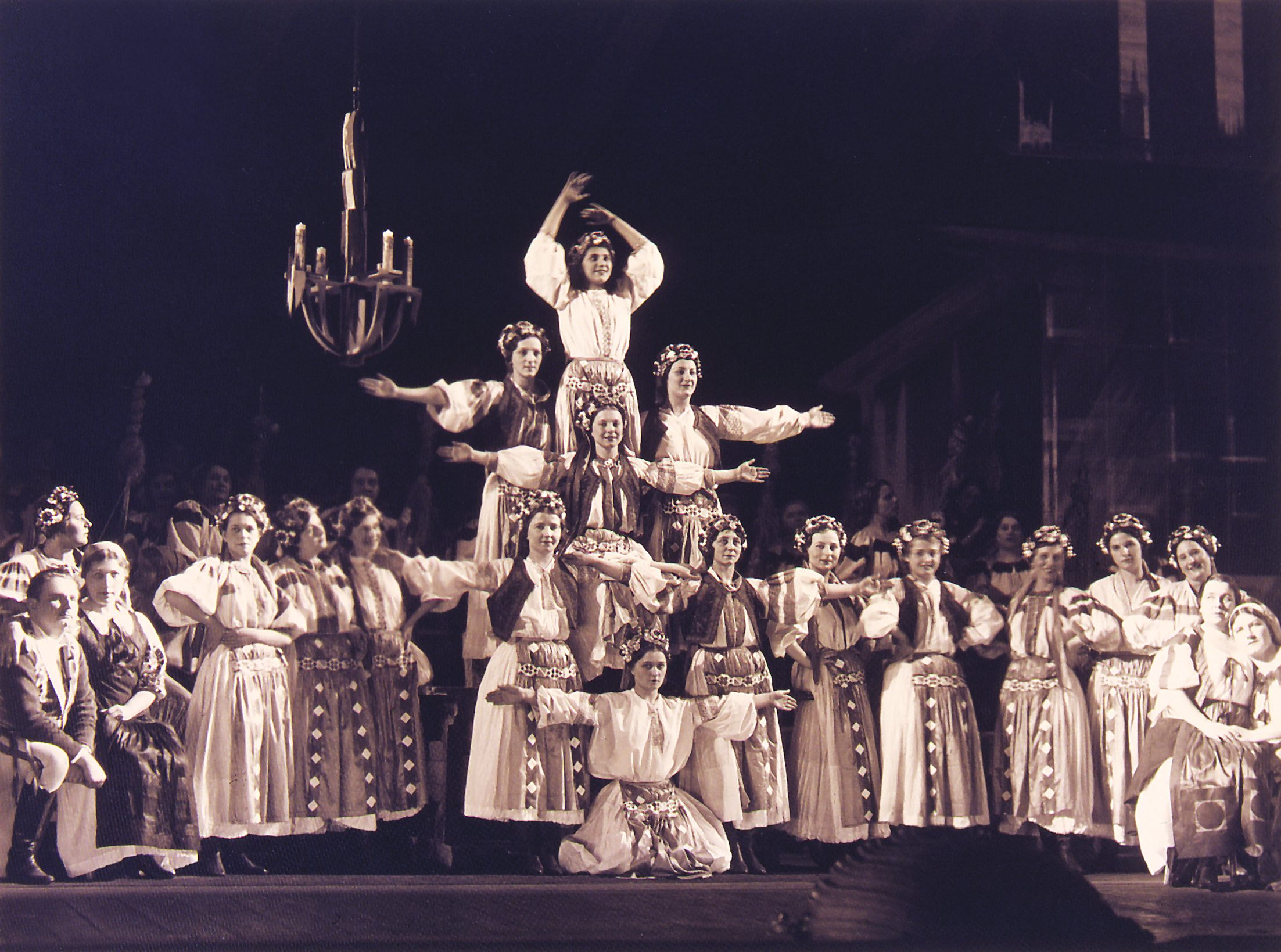
Székely fonó (Spinning Room), světová premiéra
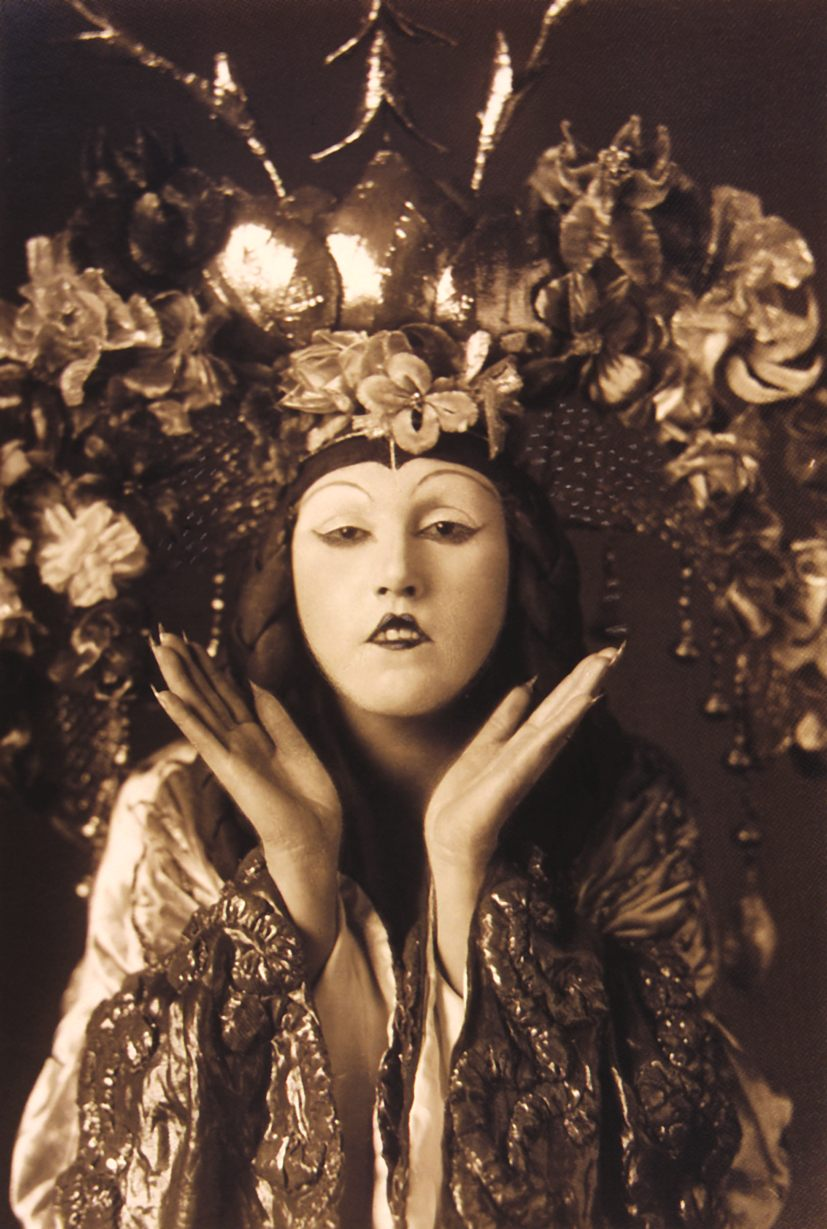
Vilma Tihanyi, Turandot, 1927
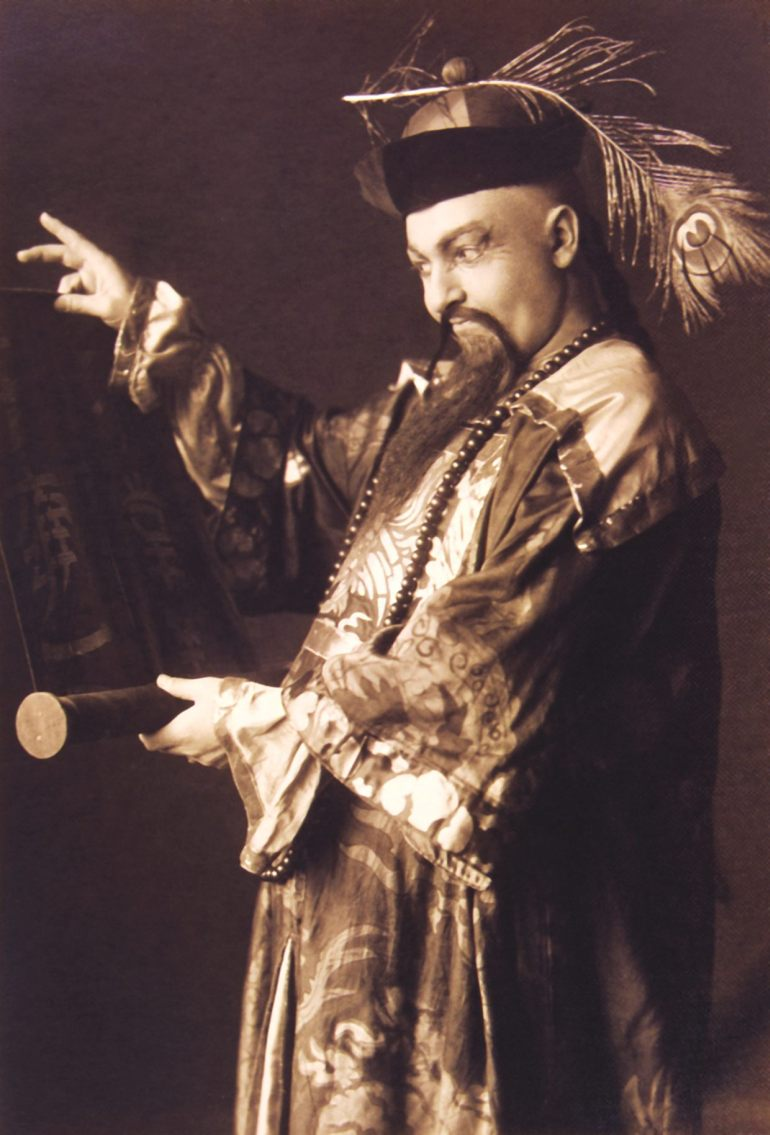
Árpád Palotay Turandot
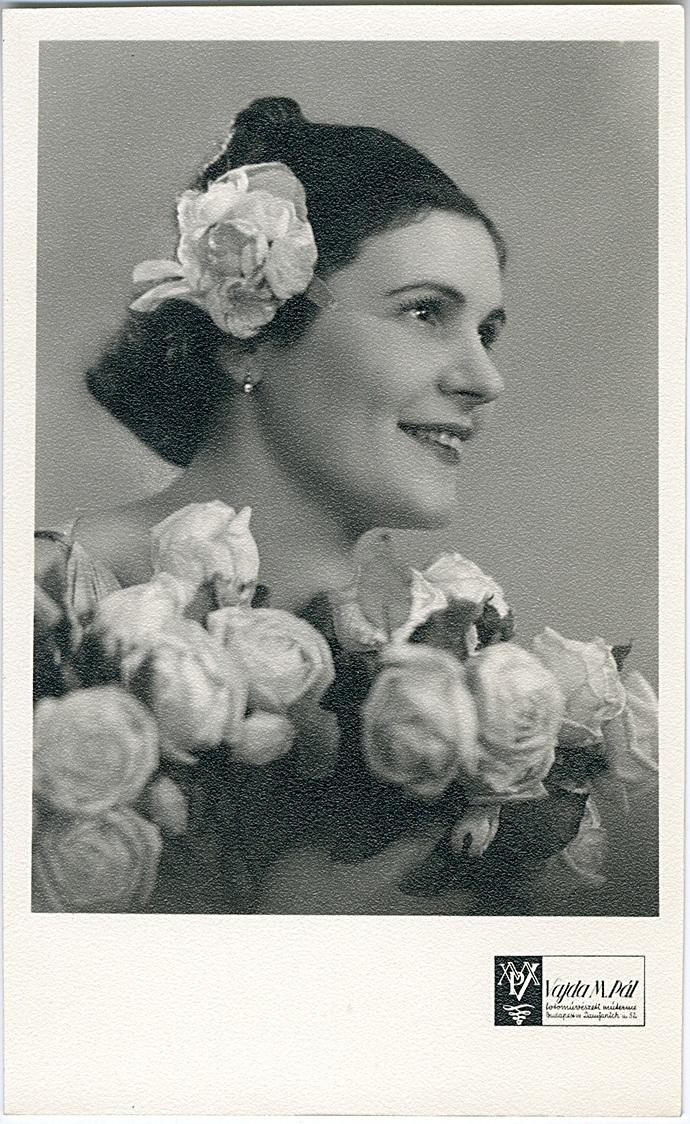
Ladányi Ilona
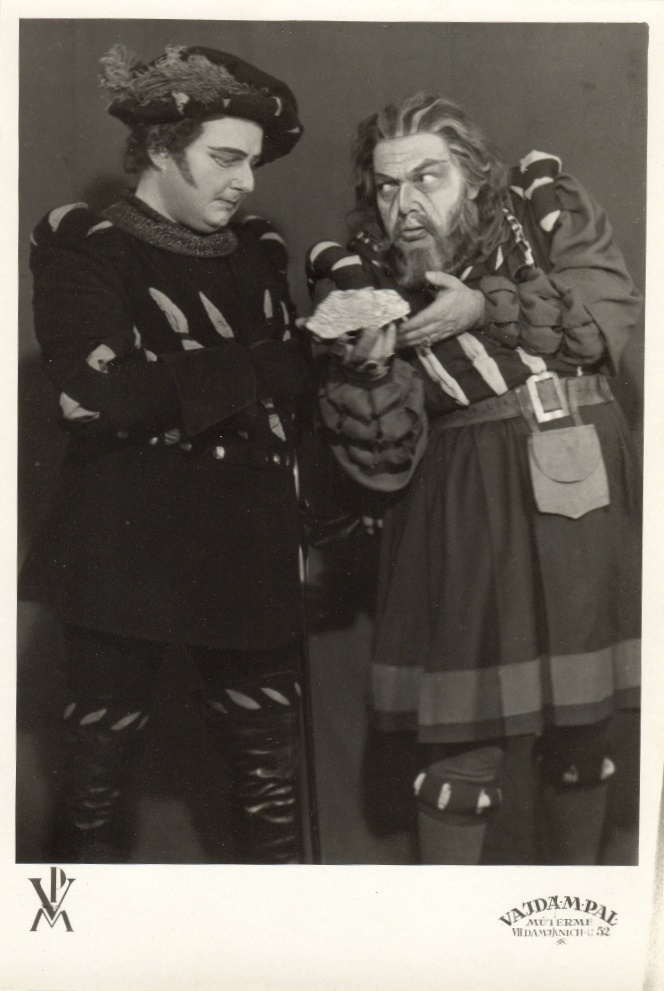
Koréh Endre & Rősler Endre (Kenessey Az arany meg az asszony)
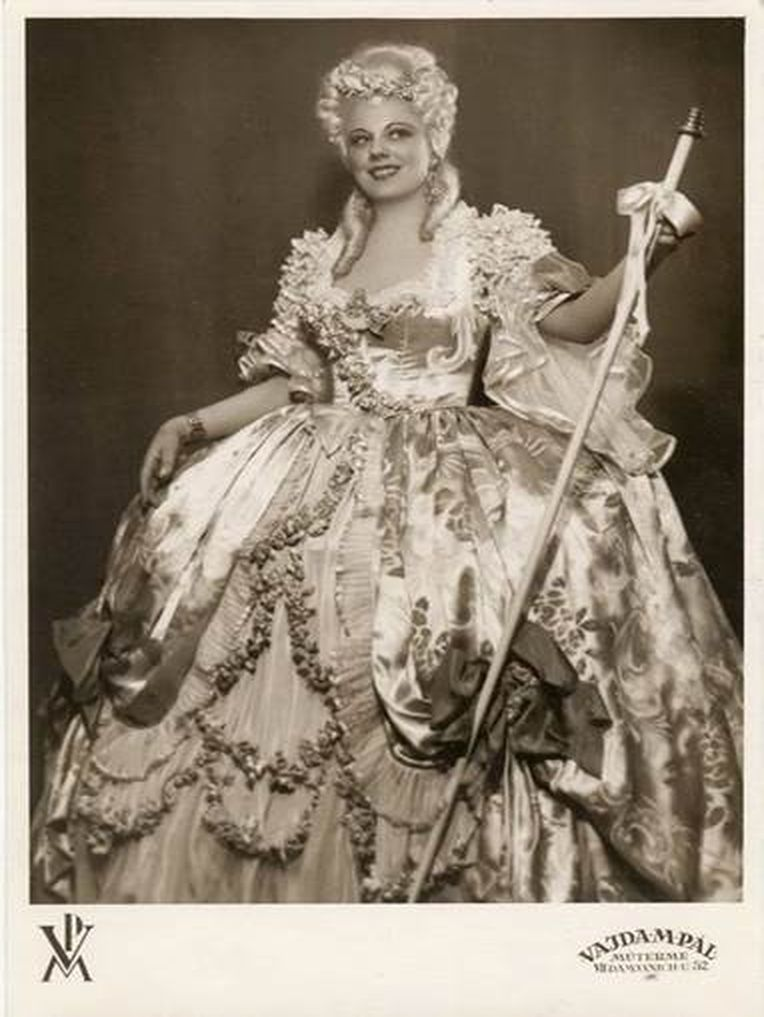
Júlia Osváth, asi 1940